# جو سوندر آس
جو سوندر آس (بالنرويجية البوكمول: Jo Sondre Aas)‏ (2 يوليو 1989 في النرويج - ) هو لاعب كرة قدم نرويجي في مركز الهجوم. شارك مع منتخب النرويج تحت 17 سنة لكرة القدم ومنتخب النرويج تحت 18 سنة لكرة القدم ومنتخب النرويج تحت 19 سنة لكرة القدم ومنتخب النرويج تحت 21 سنة لكرة القدم. أما مع النوادي، فقد لعب مع نادي روسنبورغ ونادي ساندفيورد وRanheim Fotball ‏ وMoss FK ‏ وLevanger FK ‏.

## وصلات خارجية
- جو سوندر آس على موقع اتحاد النرويج (النرويجية)
- جو سوندر آس على موقع قاعدة بيانات كرة القدم.إي يو (الإنجليزية)
- جو سوندر آس على موقع Soccerway.com (الإنجليزية)